# Musée archéologique de Shimonoseki
Le musée archéologique de Shimonoseki (下関市立考古博物館, Shimonoseki Shiritsu Kōko-hakubutsukan) ouvre ses portes à Shimonoseki, préfecture de Yamaguchi au Japon en 1995. Il est situé près du site d'Ayaragigō, colonie de la période Yayoi désignée « site historique national » du Japon,.